# George R. Viscome
George R. Viscome, född 1956, är en amerikansk astronom.
Minor Planet Center listar honom som G. R. Viscome och som upptäckare av 33 asteroider.
Asteroiden 6183 Viscome är uppkallad efter honom.

## Asteroider upptäckta av George R. Viscome
| 10194 Tonygeorge  | 18 augusti 1996 |
| 10379 Lake Placid | 18 juli 1996    |
| 10895 Aynrand     | 11 oktober 1997 |
| 14075 Kenwill     | 18 juli 1996    |
| (14093) 1997 OM   | 26 juli 1997    |
| (14529) 1997 NR2  | 6 juli 1997     |
| (14531) 1997 PM2  | 7 augusti 1997  |
| (14983) 1997 TE25 | 12 oktober 1997 |
| 17638 Sualan      | 11 augusti 1996 |
| (17642) 1996 TY4  | 6 oktober 1996  |
| (18502) 1996 PK1  | 11 augusti 1996 |

| (27950) 1997 OF1   | 30 juli 1997      |
| (29454) 1997 RZ6   | 9 september 1997  |
| (31125) 1997 SL1   | 22 september 1997 |
| (32962) 1996 PH1   | 11 augusti 1996   |
| (32963) 1996 PJ1   | 11 augusti 1996   |
| (32966) 1996 PE5   | 15 augusti 1996   |
| (35279) 1996 SR    | 20 september 1996 |
| 35283 Bradtimerson | 5 oktober 1996    |
| (44004) 1997 SS3   | 25 september 1997 |
| (52594) 1997 RF3   | 5 september 1997  |
| (52598) 1997 SR3   | 25 september 1997 |

| (52607) 1997 TX16  | 7 oktober 1997    |
| (65866) 1997 PA4   | 10 augusti 1997   |
| (69549) 1997 LC4   | 9 juni 1997       |
| (85482) 1997 PL2   | 7 augusti 1997    |
| (100459) 1996 TB5  | 6 oktober 1996    |
| (101506) 1998 XP17 | 13 december 1998  |
| (120714) 1997 SQ3  | 25 september 1997 |
| (160529) 1996 TN1  | 6 oktober 1996    |
| (192416) 1997 MA1  | 28 juni 1997      |
| (221983) 1996 PJ2  | 12 augusti 1996   |
| (267036) 1997 SC11 | 27 september 1997 |